# Your Mirror
Your Mirror è un singolo del gruppo musicale britannico Simply Red, pubblicato il 13 luglio 1992 come quinto estratto dal quarto album in studio Stars.

## Tracce
1. Your Mirror – 3:59
2. Sad Old Red (Live) – 6:01
3. She's Got It Bad (Live) – 3:45

## Classifiche
| Classifica (1992) | Posizione massima |
| ----------------- | ----------------- |
| Irlanda           | 28                |
| Germania          | 59                |
| Regno Unito       | 17                |